# Luncșoara (okręg Mehedinți)
Luncșoara – wieś w Rumunii, w okręgu Mehedinți, w gminie Broșteni. W 2011 roku liczyła 331 mieszkańców.